# Pokój w Strzałowie (1354)
Pokój w Strzałowie – porozumienie pokojowe zawarte 12 lutego 1354 roku między książętami wołogoskimi a książętami meklemburskimi kończące konflikty o sukcesję rugijską. Postanowieniami pokoju objęto również Polskę (Kazimierz III Wielki), księstwo szczecińskie (Barnim III Wielki) i biskupów kamieńskich (Jan sasko-lauenburski). Zawarcie pokoju pozwoliło książętom wołogoskim – Bogusławowi V, Barnimowi IV Dobremu i Warcisławowi V – skierować swoją uwagę na obszar Marchii Wkrzańskiej.